# Dave Hole
Dave Hole (* 30. März 1948 in Heswall, Merseyside; eigentlich David Robert Hole) ist ein australischer Slide-Gitarrist.

## Leben
Hole zog im Alter von vier Jahren mit seiner Familie nach Perth. Mit zwölf Jahren begann er Gitarre zu spielen, als Autodidakt spielte er unter anderem zu Alben von Eric Clapton und Jimi Hendrix. Der Linkshänder zog sich in einem Fußballspiel einen Fingerbruch zu, hierdurch kam es zur Ausprägung eines ungewöhnlichen Stil des Gitarrenspiels. Er wechselte zum rechtshändigen Spiel und greift seither nicht wie üblicherweise von unten, sondern von oben auf das Griffbrett. Seit 1974 tourte er durch Australien, bis 1990 ein Redakteur des Guitar Player-Magazins auf ihn aufmerksam wurde. Die Berichterstattung führte zu einem US-amerikanischen Plattenvertrag bei Alligator Records. Es folgten Tourneen durch die USA und Europa. 1999 erhielt Under the Spell einen ARIA Music Award als bestes Blues-Album.

## Diskografie
- 1992: Short Fuse Blues
- 1992: The Plumber
- 1993: Working Overtime
- 1995: Steel on Steel
- 1996: Whole Lotta Blues
- 1997: Ticket to Chicago
- 1999: Under the Spell
- 2001: Outside Looking In
- 2003: The Live One
- 2007: Rough Diamond
- 2018: Goin’ Back Down